# 克萊馬克斯 (密歇根州)
克萊馬克斯（英語：Climax）是位於美國密歇根州卡拉馬祖縣克萊馬克斯鎮區的一個村。

## 人口
根據2020年美國人口普查的數據，克萊馬克斯的面積為2.73平方千米，當中陸地面積為2.73平方千米，而水域面積為0.00平方千米。當地共有人口712人，而人口密度為每平方千米260人。